# 喜劇 とんかつ一代
『喜劇 とんかつ一代』（きげきとんかついちだい）は、1963年4月10日公開の喜劇映画。監督は川島雄三、主演・森繁久彌。
森繁久彌扮する、とんかつ屋を営んでいる男の人間関係を描いた作品である。実在のとんかつ屋の二代目店主が、スタジオで森繁に、とんかつの揚げ方などのレクチャーをした。またセットも、そのお店の内装に似せて組み立てられた。

## あらすじ
上野でとんかつ屋を営む久作は、かつて一流フランス料理で修業した男である。しかし、フランス料理店を辞めて独立したことから、フランス料理店の店主である伝次とは今や絶縁状態である。しかしそこには様々な人間関係が隠れていて、久作が独立したのには訳があった。ある日、伝次は久作が独立した訳を知る。

## キャスト
- 森繁久彌 : 五井久作[6]
- 三木のり平 : 遠山復二[6]
- フランキー堺 : 田巻伸一（伝次の息子）[6]
- 加東大介 : 田巻伝次[6]
- 山茶花究 : 秀山仙太郎[6]
- 岡田真澄 : マリウス[6]
- 益田喜頓 : 衣笠大陸[6]
- 立原博 : 裕ちゃん[6]
- 村田正雄 : 青竜軒支配人 友成[6]
- 羽柴久[6]
- 葉山敬介[6]
- 守田比呂也 : 編集長 野村[6]
- 中原成男 : 青竜軒副コック長 椎野[6]
- 若宮忠三郎 : のれん会会長 須賀[6]
- 林寿郎 : 林動物園長[6]
- 横山道代 : 第二大陸初子[6]
- 芝木優子　：下谷の芸者[6]
- 紅美恵子 : 下谷の芸者[6]
- 小野松枝 : 下谷の芸者[6]
- 旭ルリ : キヨちゃん[6]
- 勝間典子 : シゲちゃん[6]
- 岩倉高子 : 下谷の芸者[6]
- 野間一江 : 下谷の芸者[6]
- 川久保トシ子[6]
- 都家かつ江 : 第二大陸おらん[6]
- 池内淳子 : 遠山琴江（復二の妻）[6]
- 木暮実千代 : 田巻おくめ（伝次の後妻）[6]
- 水谷良重 : 芸者りんご[6]
- 淡島千景 : 五井柿江（久作の妻）[6]
- 団令子 : 秀山とり子（仙太郎の娘）[6]

## スタッフ
- 監督 ：川島雄三
- 原作 ：八住利雄
- 脚色 ：柳沢類寿
- 制作 : 佐藤一郎、椎野英之
- 音楽 ：松井八郎
- 編集 : 広瀬千鶴
- 撮影 ：岡崎宏三
- 美術 ：小野友滋
- 主題歌 : 「とんかつの唄」: 森繁久彌、「むらさき色の夜のため」: フランキー堺

## 併映作品
- 『白と黒』: 堀川弘通監督

## 映像ソフト
- 2021年7月21日に東宝からDVDが発売された。